# Saue (Saku)
Saue – wieś w Estonii, w prowincji Harju, w gminie Saku.